# Prva liga Republike Srpske
La Prva liga Republike Srpske, insieme alla Prva liga Federacija Bosne i Hercegovine, forma dal 2002 il secondo livello del campionato bosniaco di calcio. A differenza della Prva liga Federacija Bosne i Hercegovine, la Prva liga Republike Srpske è posta sotto l'egida della Federazione calcistica della Repubblica Serba.
In precedenza costituiva il campionato di primo livello della Repubblica Serba di Bosnia ed Erzegovina, competizione non riconosciuta dalla UEFA.
Dal 2022-2023 il campionato cadetto bosniaco comprende 18 squadre. La squadra vincitrice viene promossa direttamente in Premijer Liga Bosne i Hercegovine. Le ultime due classificate vengono retrocesse direttamente in Druga liga Republike Srpske, con la possibilità di avere una o due retrocessioni in più a seconda che le squadre retrocesse dalla Premijer Liga Bosne i Hercegovine vadano in Prva liga BiH o in Prva liga RS.

## Squadre
Stagione 2024-2025.
| Squadra                | Piazz. 23-24 |
| ---------------------- | ------------ |
| Zvijezda 09            | retrocesso   |
| Laktaši                | 2°           |
| Rudar Prijedor         | 3°           |
| Leotar                 | 4°           |
| Željezničar Banja Luka | 5°           |
| Famos Vojkovići        | 6°           |
| Kozara                 | 7°           |
| Sloboda Mrkonjić Grad  | 8°           |
| Slavija                | 9°           |
| Sutjeska Foča          | 10°          |
| Ljubić Prnjavor        | 11°          |
| Velež Nevesinje        | 12°          |
| BSK Banja Luka         | 13°          |
| Drina Zvornik          | 14°          |
| Borac Kozarska Dubica  | 15°          |
| Romanija Pale          | 16°          |
| Drina HE               | promosso     |
| Sloboda Novi Grad      | promosso     |

## Partecipazioni per squadra
Sono 48 le squadre ad aver preso parte alle 23 stagioni del campionato dal 2002-03 al 2024-25 (in grassetto).
- 21 volte:  Kozara
- 19 volte:  Drina Zvornik
- 18 volte:  Sloboda Novi Grad
- 17 volte:  Sutjeska Foča
- 15 volte:  Rudar Prijedor,  Sloga Doboj
- 14 volte:  Drina HE,  Ljubić Prnjavor
- 12 volte:  Podrinje Janja,  Mladost Gacko,  Sloboda Mrkonjić Grad
- 11 volte:  BSK Banja Luka,  Modriča[1],  Slavija
- 10 volte:  Radnik Bijeljina
- 9 volte:  Famos Vojkovići,  Tekstilac Derventa
- 8 volte:  Jedinstvo Brčko,  Laktaši,  Željezničar Banja Luka
- 7 volte:  Borac Šamac,  Proleter Teslić,  Zvijezda 09
- 6 volte:  Napredak Donji Šepak,  Rudar Ugljevik
- 5 volte:  Krupa,  Leotar
- 4 volte:  Borac Banja Luka,  Borac Kozarska Dubica,  Glasinac Sokolac
- 3 volte:  Omarska,  Nikos Kanbera,  Omladinac Banja Luka,  Romanija Pale
- 2 volte:  Mladost V.O.,  Sloga Gornje Crnjelovo,  Sloga Trn,  Velež Nevesinje,  Vlasenica
- 1 volta:  Boksit Milići,  Budućnost Pilica,  Crvena Zemlja,  Hercegovac Bileća,  Jedinstvo Crkvina,  Ledinci Batković,  Lokomotiva Brčko,  Ozren Petrovo,  Polet Brod

## Albo d'oro

### Campionato della Repubblica Serba di Bosnia ed Erzegovina
- 1995-1996 -  Boksit Milići
- 1996-1997 -  Rudar Ugljevik
- 1997-1998 -  Rudar Ugljevik
- 1998-1999 -  Radnik Bijeljina
- 1999-2000 -  Boksit Milići
- 2000-2001 -  Borac Banja Luka
- 2001-2002 -  Leotar

### Secondo livello del campionato di calcio della Bosnia ed Erzegovina
- 2002-2003 -  Modriča
- 2003-2004 -  Slavija
- 2004-2005 -  Radnik Bijeljina
- 2005-2006 -  Borac Banja Luka
- 2006-2007 -  Laktaši
- 2007-2008 -  Borac Banja Luka
- 2008-2009 -  Rudar Prijedor
- 2009-2010 -  Drina Zvornik
- 2010-2011 -  Kozara
- 2011-2012 -  Radnik Bijeljina
- 2012-2013 -  Mladost V.O.
- 2013-2014 -  Drina Zvornik
- 2014-2015 -  Rudar Prijedor
- 2015-2016 -  Krupa
- 2016-2017 -  Borac Banja Luka
- 2017-2018 -  Zvijezda 09
- 2018-2019 -  Borac Banja Luka
- 2019-2020 -  Krupa
- 2020-2021 -  Rudar Prijedor
- 2021-2022 -  Krupa
- 2022-2023 -  Krupa
- 2023-2024 -  Radnik Bijeljina

## Vittorie per squadra
| Squadra                | Vittorie | Anni vittorie                |
| ---------------------- | -------- | ---------------------------- |
| Borac Banja Luka       | 5        | 2001, 2006, 2008, 2017, 2019 |
| Krupa                  | 4        | 2016, 2020, 2022, 2023       |
| Radnik Bijeljina       | 4        | 1999, 2005, 2012, 2024       |
| Rudar Prijedor         | 3        | 2009, 2015, 2021             |
| Rudar Ugljevik         | 2        | 1997, 1998                   |
| Boksit Milići          | 2        | 1996, 2000                   |
| Drina Zvornik          | 2        | 2010, 2014                   |
| Leotar                 | 1        | 2002                         |
| Alfa Modriča           | 1        | 2003                         |
| Slavija Sarajevo       | 1        | 2004                         |
| Laktaši                | 1        | 2007                         |
| Kozara Gradiška        | 1        | 2011                         |
| Mladost Velika Obarska | 1        | 2013                         |
| Zvijezda 09            | 1        | 2018                         |